# Hội chợ Giải trí Điện tử 2018
Hội chợ Giải trí Điện tử 2018 hay Electronic Entertainment Expo 2018 (E3 2018) được tổ chức lần thứ 24, khi mà các nhà sản xuất phần cứng, phát triển phần mềm, và các nhà phát hành từ những ngành công nghiệp trò chơi điện tử và những sản phẩm sắp ra mắt để tham dự, chủ yếu là các nhà bán lẻ và giới báo chí trò chơi điện tử. Sự kiện được tổ chức bởi  Entertainment Software Association (ESA), đã diễn ra ở Los Angeles, California, Mỹ, từ ngày 12 đến 14 tháng sáu, 2018, tại Trung tâm hội nghị Los Angeles, với nhiều công ty tổ chức họp báo trong những ngày trước đó. Với ngành công nghiệp vẫn còn ở giữa các Thế hệ thứ tám của bảng điều khiển trò chơi điện tử, không có phần cứng mới nào được giới thiệu và các nhà phát hành và nhà phát triển chủ yếu tập trung vào các trò chơi mới sẽ được phát hành vào năm 2018, 2019 và hơn thế nữa. Sự kiện đã thu hút 69.200 người tham dự, lớn nhất kể từ năm 2005.

## Định dạng và thay đổi
E3 2018 đã diễn ra từ ngày 12 đến 14 tháng 6 năm 2018 ở Trung tâm hội nghị Los Angeles. Trong những ngày trước đó, các nhà phát hành lớn tổ chức các cuộc họp báo, thường là bản trình bày trực tiếp trong một rạp chiếu phim lớn với phát trực tuyến hoặc thông qua các phân đoạn được ghi trước, làm nổi bật các trò chơi mới được lên kế hoạch cho năm tiếp theo. Trong suốt chương trình, nhà phát triển và nhà phát hành điều hành các gian hàng triển lãm để cho phép các thành viên trong ngành, báo chí, đại diện bán lẻ và công chúng thử các trò chơi mới và trò chuyện với những người thiết kế chúng. Một số sự kiện phụ cũng được tổ chức tại các địa điểm gần đó, bao gồm các giải đấu trò chơi điện tử.
Giống như những năm trước, E3 2018 ccung cấp quyền truy cập công cộng cho sự kiện này, sau lần chào bán đầu tiên của nó trong E3 2017. Tuy nhiên, để giải quyết các vấn đề với quá đông đúc trong các gian hàng triển lãm, E3 2018 mở cửa trong hai ngày truy cập trong vài giờ trước khi cho phép truy cập công khai vào các nhà triển lãm. Chỉ những người có vé công nghiệp miễn phí và vé công ty mới có thể tham gia vào những giờ này. 1.000 thẻ công khai, được gọi là "Vé thưởng dành cho người chơi" được bán với giá 149 đô la Mỹ với số tiền công khai còn lại được bán với giá 249 đô la trên cơ sở ai đến trước được phục vụ trước. Những đường chuyền, cũng như vé đi công tác đã được bán vào ngày 12 tháng 2 năm 2018.

## Các cuộc họp báo

### Electronic Arts
Electronic Arts đã tổ chức một sự kiện riêng biệt gần trung Tâm hội Nghị, Trung tâm hội nghị, thay vì tham gia hội chợ triển lãm. Sự kiện EA Play 2018 được tổ chức tại Hollywood Palladium từ ngày 9 đến 11 tháng 6. Cuộc họp báo của EA được tổ chức vào ngày 9 tháng 6 lúc 11 giờ sáng theo giờ PT (2 giờ chiều ET),cùng với Battlefield V, FIFA 18 và FIFA 19,  Star Wars Jedi: Fallen Order, Star Wars Battlefront II, Unravel Two, Sea of Solitude, NBA Live 19, Madden NFL 19, Command and Conquer: Rivals, và Anthem. EEA cũng thông báo rằng dịch vụ phần mềm Origin của nó sẽ mở rộng để bao gồm một dịch vụ thuê bao cao cấp để cung cấp quyền truy cập vào các tựa game trước khi phát hành bán lẻ và hỗ trợ chơi game nền đám mây (cloud gaming) vào cuối năm nay.

### Microsoft
Cuộc họp báo của Microsoft đã được tổ chức vào 1 giờ chiều theo giờ PT (4pm ET) vào ngày 10 tháng 6 tại Microsoft Theater.  Trong chương trình Podcast của Major Nelson, Phó chủ tịch điều hành của Microsoft về trò chơi, Phil Spencer cho biết cuộc họp báo của Microsoft đã có những thay đổi tích cực từ những năm trước để làm mọi người vui vẻ. tBản trình bày bao gồm khoảng năm mươi trò chơi, bao gồm Halo Infinite, Ori and the Will of the Wisps, Sekiro: Shadows Die Twice, Fallout 76, The Awesome Adventures of Captain Spirit, Crackdown 3, Nier: Automata, Metro Exodus, Kingdom Hearts III, Sea of Thieves, Battlefield V, Forza Horizon 4, We Happy Few, PlayerUnknown's Battlegrounds, Tales of Vesperia, Tom Clancy's The Division 2, Shadow of the Tomb Raider, Session, Black Desert Online, Devil May Cry 5, Cuphead, Tunic, Jump Force, Dying Light 2, Battletoads, Just Cause 4, Gears Pop, Gears Tactics, Gears 5, và Cyberpunk 2077.
Phil Spencer cũng khẳng định rằng Microsoft Studios đã mua lại Undead Labs, Playground Games, Ninja Theory, và Compulsion Games, và thành lập một studio mới bên trong nó, The Initiative.
Microsoft đã có một không gian triển lãm ở tầng hội nghị chính, chủ yếu dành riêng cho nền tảng phát trực tuyến Mixer, trong khi nó tổ chức các bản demo và các hoạt động khác tại Microsoft Theater cùng với các ngày triển lãm khác.

### Bethesda
Bethesda Softworks tổ chức buổi thuyết trình E3 vào ngày 10 tháng 6 lúc 6:30 chiều theo giờ PT (9:30 tối theo giờ ET) Các trò chơi bao gồm Rage 2, The Elder Scrolls: Legends, The Elder Scrolls Online, Doom Eternal, Quake Champions, Prey, Wolfenstein II: The New Colossus, Wolfenstein: Youngblood, Wolfenstein: Cyberpilot, Fallout 76, Fallout Shelter, The Elder Scrolls: Blades, Starfield, và The Elder Scrolls VI.

### Devolver Digital
Devolver Digital đã tổ chức buổi thuyết trình E3 qua Twitch vào ngày 10 tháng 6 lúc 8 giờ tối theo giờ PT (11 giờ tối theo giờ ET). Bài thuyết trình của Devolver ở E3 2017 là dạng châm biến, một phân đoạn được ghi âm trước đó đã chọc tức tại bang E3 và tiếp thị trò chơi điện tử, và không tập trung vào các trò chơi. Nữ diễn viên Mahria Zook tái hiện vai trò của mình như là Devolver "Chief Synergy Officer" Nina Struthers. Devolver tiết lộ những tựa game như Scum, My Friend Pedro, và Metal Wolf Chaos XD.

### Square Enix
Square Enix đã tổ chức cuộc họp báo được ghi lại trước khi phát video vào ngày 11 tháng 6 lúc 10 giờ sáng theo giờ PT (1 giờ chiều ET). Các trò chơi sắp tới của Square Enix bao gồm Shadow of the Tomb Raider, Final Fantasy XIV (bao gồm cả sự kiện crossover với Monster Hunter World của Capcom), The Awesome Adventures of Captain Spirit, Dragon Quest XI, Babylon's Fall, Nier: Automata, Octopath Traveler, Just Cause 4, The Quiet Man, và Kingdom Hearts III.

### Limited Run Games
Limited Run Games 
tổ chức cuộc họp báo E3 vào ngày 11 tháng 6 lúc 12 giờ tối theo giờ PT (3 giờ chiều ET).

### Ubisoft
Ubisoft tổ chức cuộc họp báo E3 vào ngày 11 tháng 6 lúc 1 giờ chiều giờ PT (4 giờ chiều ET). Ubisoft giới thiệu các trò chơi sắp tới của hãng, bao gồm Just Dance 2019, Beyond Good & Evil 2, Trials Rising, Tom Clancy's The Division 2, Skull & Bones, Transference, Starlink: Battle for Atlas (bao gồm cả thông báo rằng Fox McCloud từ nhượng quyền thương mại Star Fox của Nintendo là một nhân vật độc quyền trong phiên bản Switch của trò chơi), The Crew 2, và Assassin's Creed Odyssey. Các bản mở rộng DLC mới cho Mario + Rabbids Kingdom Battle (Donkey Kong Adventure) và For Honor (Marching Fire) cũng được công bố, cũng như một bộ phim tài liệu sắp tới mang tên Another Mindset, tập trung vào cạnh tranh với Rainbow Six Siege.

### PC Gaming Show
PC Gamer đã tổ chức chương trình PC Gaming Show vào ngày 11 tháng 6 lúc 3 giờ chiều theo giờ PT (6 giờ tối theo giờ ET). Chương trình bao gồm các bài thuyết trình từ một số nhà phát hành và nhà phát triển bao gồm Sega, Square Enix, Crytek, Double Fine Productions, Hi-Rez Studios, Skydance Media, Digital Extremes, Raw Fury, Klei Entertainment, Modern Storyteller, tinyBuild, Cloud Imperium Games, Starbreeze và 505 Games.

### Sony
Sony đã tổ chức cuộc họp báo của họ vào ngày 11 tháng 6 lúc 6 giờ chiều giờ PT (9 giờ tối theo giờ ET). Sony tiếp tục "E3 Experience"  nơi sự kiện này được phát trực tiếp đồng thời tới một số rạp chiếu phim giới hạn. Giải quyết những lời chỉ trích của một số hội nghị báo chí E3 trong quá khứ, Sony đã lên kế hoạch "lặn sâu" trên một số tựa game đầu tiên trong hội nghị, thay vì một số lượng lớn các đoạn teaser ngắn cho các trò chơi, mặc dù vẫn sẽ bao gồm bên thứ ba khác và trò chơi độc lập. Sony tập trung vào Death Stranding, Ghost of Tsushima, Spider-Man và The Last of Us Part II. Hơn nữa, thay vì có một buổi trình diễn trước buổi họp báo để công bố các chức danh được chọn, Sony đã sử dụng các thông báo phát trực tiếp hàng ngày trong tuần trước hội nghị để tiết lộ các tựa game mới như Tetris Effect, Twin Mirror, và Ghost Giant, các thông báo về những trò chơi này cần "thêm thời gian để thở"..

### Nintendo
Cũng như các hội nghị trước đó kể từ năm 2013, Nintendo đã phát trực tiếp một bản trình diễn video Nintendo Direct được phát hành vào ngày 12 tháng 6 lúc 9 giờ sáng theo giờ PT (12 giờ tối theo giờ ET). Bài thuyết trình này tập trung vào các trò chơi Nintendo Switch phát hành vào năm 2018, cụ thể là Super Smash Bros. Ultimate Daemon X Machina.  Xenoblade Chronicles 2, Pokémon: Let's Go, Pikachu! and Let's Go, Eevee!, Super Mario Party, Fire Emblem: Three Houses, Fortnite: Battle Royale, Arena of Valor, Paladins, Minecraft, Overcooked 2, Monster Hunter Generations Ultimate, Dragon Ball FighterZ, ARK: Survival Evolved, Mario Tennis Aces, Killer Queen Black, Hollow Knight, và Octopath Traveler.

## Các sự kiện khác

### E3 Colisseum
E3 Colisseum, một sự kiện phụ được thiết kế xung quanh tương tác công khai với các nhà phát triển và nhà xuất bản, sẽ trở lại trong năm nay từ ngày 12 tháng 6 đến ngày 14 tháng 6 năm 2018, theo xác nhận của Geoff Keighley qua tài khoản Twitter của mình. Cũng được xác nhận bởi Geoff là sự kiện sẽ được phát trực tuyến trực tuyến. Sự kiện này sẽ bao gồm một cuộc hội ngộ của các thành viên diễn viên và Tim Schafer của Grim Fandango để kỷ niệm 20 năm của trò chơi. Sự kiện tái hợp cũng sẽ trình diễn nhạc sống từ nhà soạn nhạc nổi tiếng Peter McConnell và đọc trực tiếp các cảnh chọn lọc, trong đó cũng có Jack Black. Call of Duty: Black Ops 4 cũng sẽ được giới thiệu trong sự kiện này, với TreyArch thảo luận về lịch sử của Zombies, cộng đồng fan hâm mộ cuồng nhiệt của nó, và những gì có thể được ẩn xung quanh góc tiếp theo trong loạt trò chơi. Sự kiện có phần góp mặt của Geoff Keighley, đạo diễn Joe Russo của Avengers: Cuộc chiến vô cực, Elijah Wood, Donald Mustard Worldwide Creative Director tại Epic Games, Amy Hennig, 4 nghệ sĩ đứng sau game Cuphead, Hideo Kojima, Penn Jillette, Darren Aronofsky và Camilla Luddington cùng với Shadow of the Tomb Raider Creative Team. Sự kiện này sẽ diễn ra tại The Novo at L.A. Live, gần trung tâm hội nghị chính, và sẽ có sẵn cho tất cả những người tham dự E3.

### Viện Hàn lâm Nghệ thuật Điện ảnh và Truyền hình Anh quốc
Viện Hàn lâm Nghệ thuật Điện ảnh và Truyền hình Anh quốc sẽ có một buổi lễ đặc biệt vào ngày 11 tháng 6 năm 2018 tại London West Hollywood để vinh danh diễn viên lồng tiếng Nolan North với giải thưởng đặc biệt cho "đóng góp xuất sắc của anh ấy cho hiệu suất trong trò chơi".

### Giải đấu/sự kiện trò chơi điện tử

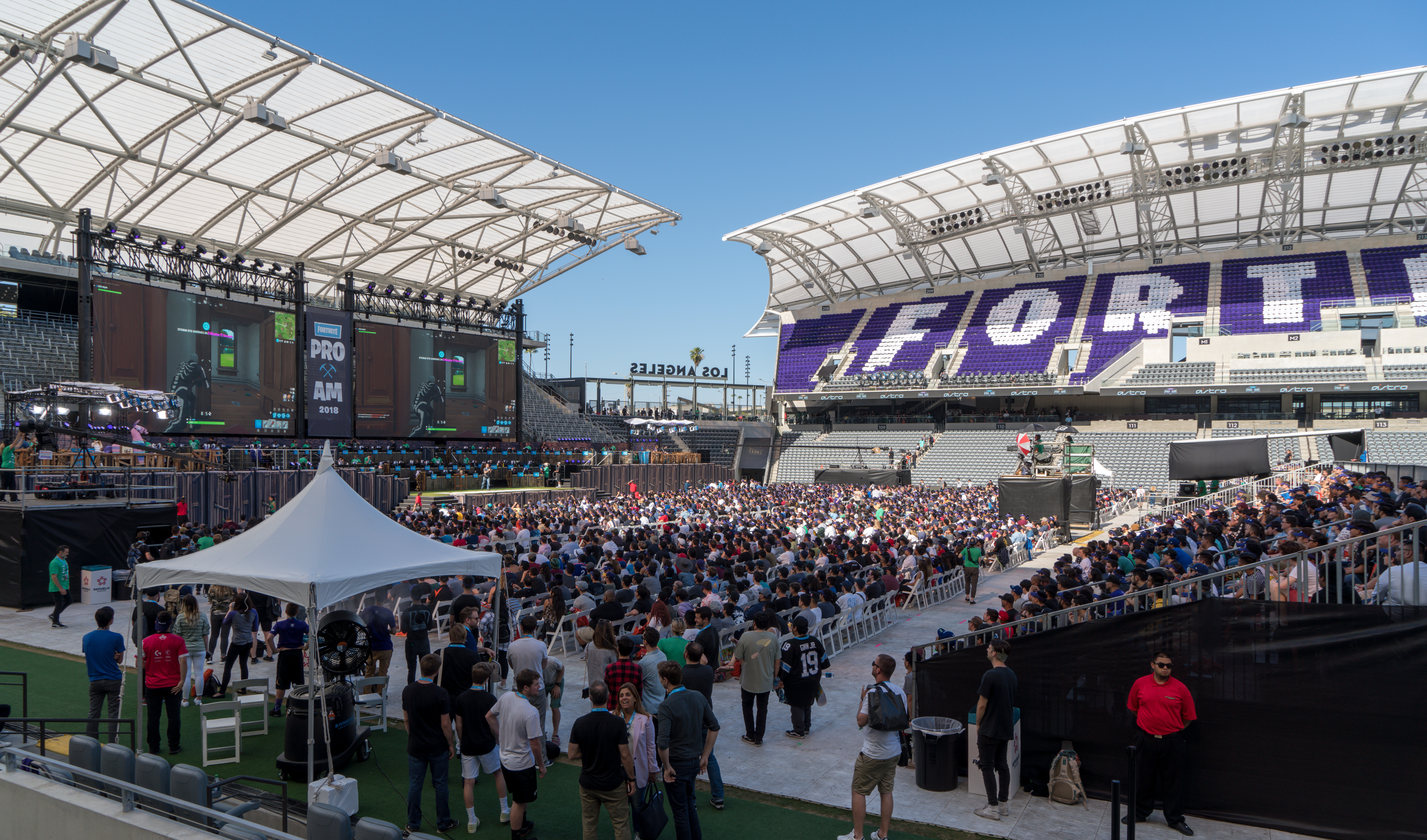
Các trận đấu Fortnite Battle Royale được tổ chức tại E3 2018

Epic Games đã tổ chức Fortnite Battle Royale Celebrity Pro-am tại E3 2018, với 50 nhân vật nổi tiếng và 50 người chơi hàng đầu cạnh tranh. Sự kiện này có 50 cặp gồm một streamer và người nổi tiếng, với đội chiến thắng nhận 3 triệu USD để quyên góp cho tổ chức từ thiện của đội chiến thắng được lựa chọn; những người tham gia công bố bao gồm các streamer Tyler "Ninja" Blevins và Markiplier và những người nổi tiếng, Joel McHale, Paul George và Marshmello. Sự kiện này đã được công bố sau một dòng Twitch vào tháng 3 năm 2018 bởi Ninja, trong đó có các nhân vật nổi tiếng, Drake, Travis Scott, Kim DotCom và JuJu Smith-Schuster, tất cả đều chơi Fortnite Battle Royale. Những người chiến thắng của sự kiện này là nhóm Marshmello và Tyler "Ninja" Blevins.
Nintendo đã tổ chức các giải đấu trực tiếp cho cả hai giải Splatoon 2 và Super Smash Bros. Ultimate sắp tới. Giải đấu Splatoon 2, được gọi là Splatoon 2 World Championship 2018, bao gồm các đội hàng đầu từ bốn khu vực - Bắc Mỹ, Châu Âu, Nhật Bản và Úc — phải đối mặt trong giải vô địch thế giới đầu tiên cho trò chơi. Giải Super Smash Bros., được gọi là Super Smash Bros. Invitational 2018, được tổ chức tại Nhà hát Belasco ở Los Angeles vào ngày 12 tháng 6. Nintendo đã mời tám người chơi Super Smash Bros. hàng đầu với kế hoạch mời thêm những người sẽ cạnh tranh trong trò chơi, theo định dạng tương tự mà họ đã sử dụng trong sự kiện Invitational E3 2014 Super Smash Bros.
Capcom sẽ tổ chức một giải đấu Monster Hunter World, nơi hai đội chơi sẽ cạnh tranh để hoàn thành một cuộc săn lùng cụ thể trong thời gian nhanh nhất có thể. Capcom sẽ thu hút sự cạnh tranh đối với người xem trực tuyến.
Capcom cũng sẽ tổ chức một trận đấu Street Fighter V giữa các đô vật chuyên nghiệp Xavier Woods, Kofi Kingston & Big E của The New Day (đại diện cho WWE) vs. IWGP Heavyweight Champion Kenny Omega & The Young Bucks của The Elite (đại diện cho NJPW).
ESL Arena là một không gian đấu trường mới nằm ở South Hall của Trung tâm Hội nghị Los Angeles sẽ được sử dụng để tổ chức nhiều sự kiện thể thao khác nhau. Sân khấu đấu trường là một trải nghiệm thể thao động 7.500 foot vuông có sức chứa hơn 200 người hâm mộ. Giai đoạn chính sẽ có trải nghiệm người chơi tùy chỉnh với các nhà phân tích và bánh xe và cung cấp cho người xem quyền truy cập VIP cận cảnh vào thế giới của các esports cạnh tranh. Các sự kiện esports đầu tiên trong không gian mới sẽ diễn ra tại E3 2018.

## Danh sách các trò chơi nổi bật
Đây là danh sách các danh hiệu đáng chú ý xuất hiện bởi nhà phát triển hoặc nhà xuất bản của họ tại E3 2018.
| 505 Games - Assetto Corsa Competizione (PC) - Control (PC / PS4 / Xbox One) - Don't Starve: Hamlet (PC) - Indivisible (PC / PS4 / Switch / Xbox One) - Underworld Ascendant (PC) Asmodee Digital - Carcassonne (Switch) Activision - Call of Duty: Black Ops 4 (PC / PS4 / Xbox One) - Crash Bandicoot N. Sane Trilogy (PC / Switch / Xbox One) - Destiny 2: Forsaken (PC / PS4 / Xbox One) DLC - Sekiro: Shadows Die Twice (PC / PS4 / Xbox One) - Spyro Reignited Trilogy (PS4 / Xbox One) Annapurna Interactive - Outer Wilds (PC / Xbox One) Architect Interactive - Evasion (HTC Vive / Oculus Rift / PSVR) Atari - RollerCoaster Tycoon (Switch) Atlus - Catherine: Full Body (PS4 / PSV) - Persona 3: Dancing in Moonlight (PS4 / PSV) - Persona 5: Dancing in Starlight (PS4 / PSV) Automation Games - Mavericks: Proving Grounds (PC) Avalanche Studios - Generation Zero (PC / PS4 / Xbox One) Bandai Namco Entertainment - 11-11: Memories Retold (PC / PS4 / Xbox One) - Code Vein (PC / PS4 / Xbox One) - Dark Souls: Remastered (Switch) - Divinity: Original Sin II (PS4 / Xbox One) - Dragon Ball FighterZ (Switch) - Jump Force (PC / PS4 / Xbox One) - My Hero: One's Justice (PC / PS4 / Switch / Xbox One) - Naruto to Boruto: Shinobi Striker (PC / PS4 / Xbox One) - Soulcalibur VI (PC / PS4 / Xbox One) - Tales of Vesperia: Definitive Edition (PC / PS4 / Switch / Xbox One) - Twin Mirror (PC / PS4 / Xbox One) Bethesda Softworks - Doom Eternal (TBA) - The Elder Scrolls VI (TBA) - The Elder Scrolls: Blades (Mobile) - The Elder Scrolls: Legends (Mobile / PC / PS4 / Switch / Xbox One) - The Elder Scrolls Online (PC / PS4 / Xbox One) - Fallout 76 (PC / PS4 / Xbox One) - Fallout Shelter (Mobile / PC / PS4 / Switch / Xbox One) - Prey (PC / PS4 / Xbox One) DLC - Quake Champions (PC)a - Rage 2 (PC / PS4 / Xbox One) - Starfield (TBA) - Wolfenstein: Cyberpilot (VR) - Wolfenstein: Youngblood (TBA) - Wolfenstein II: The New Colossus (PC / PS4 / Switch / Xbox One) Bumblebear Games - Killer Queen Black (PC / Switch) Capcom - Devil May Cry 5 (PC / PS4 / Xbox One) - Mega Man 11 (PC / PS4 / Switch / Xbox One) - Mega Man X Legacy Collection 1 + 2 (PC / PS4 / Switch / Xbox One) - Monster Hunter Generations Ultimate (Switch) - Monster Hunter: World (PC / PS4 / Xbox One) - Resident Evil 2 Remake (PC / PS4 / Xbox One) - Street Fighter 30th Anniversary Collection (PC / PS4 / Switch / Xbox One) - Street Fighter V: Arcade Edition (PC / PS4) CD Projekt - Cyberpunk 2077 (PC / PS4 / Xbox One) Coffee Stain Studios - Satisfactory (PC) Crytek - Hunt: Showdown (PC) Deep Silver - Metro Exodus (PC / PS4 / Xbox One) - Wasteland 2 (Switch) Devolver Digital - Metal Wolf Chaos XD (PC / PS4 / Xbox One) - My Friend Pedro (PC / Switch) - Scum (PC) - Serious Sam 4: Planet Badass (PC) - The Messenger (PC / Switch) Digital Extremes - Warframe (PC) | Electronic Arts - Anthem (PC / PS4 / Xbox One) - Battlefield V (PC / PS4 / Xbox One) - Command and Conquer: Rivals (iOS / Android) - FIFA 18 (PC / PS3 / PS4 / Switch / Xbox 360 / Xbox One) DLC - FIFA 19 (PC / PS3 / PS4 / Switch / Xbox 360 / Xbox One) - Madden NFL 19 (PC / PS4 / Xbox One) - Madden NFL Overdrive (iOS / Android) - NBA Live 19 (PS4 / Xbox One) - Sea of Solitude (PC / PS4 / Xbox One) - The Sims 4: Seasons (PC) - Star Wars Battlefront II (PC / PS4 / Xbox One) DLC - Star Wars: Jedi Fallen Order (TBA) - Unravel Two (PC / PS4 / Xbox One) Epic Games - Fortnite Battle Royale (Mobile / PC / PS4 / Switch / Xbox One) FDG Entertainment - Monster Boy and the Cursed Kingdom (PC / PS4 / Switch / Xbox One) Finji - Tunic (PC / Xbox One) Focus Home Interactive - A Plague Tale: Innocence (PC / PS4 / Xbox One) - Call of Cthulhu: The Official Video Game (PC / PS4 / Xbox One) - Farming Simulator 19 (PC / PS4 / Xbox One) - Fear the Wolves (PC / PS4 / Xbox One) - Greedfall (PC / PS4 / Xbox One) - Insurgency: Sandstorm (PC / PS4 / Xbox One) - The Surge 2 (PC / PS4 / Xbox One) GalaxyTrail - Freedom Planet (Switch) Gearbox Publishing - We Happy Few (PC / PS4 / Xbox One) GungHo Online Entertainment - Ninjala (Switch) Hi-Rez Studios - Paladins (PC / PS4 / Switch / Xbox One) - Realm Royale (PC / macOS) Hyperbolic Magnetism - Beat Saber (Oculus Rift / PSVR) Insomniac Games - Stormland (Oculus Rift) Koei Tecmo - Dead or Alive 6 (PC / PS4 / Xbox One) - Nioh 2 (PS4) Konami - Hyper Sports R (Switch) - Pro Evolution Soccer 2019 (PC / PS4 / Xbox One) - Super Bomberman R (PC / PS4 / Xbox One) Limited Run Games - Double Switch (PS4) - Dust: An Elysian Tail (Switch) Microsoft Studios - Battletoads (PC / Xbox One) - Crackdown 3 (PC / Xbox One) - Cuphead (PC / Xbox One) DLC - Forza Horizon 4 (PC / Xbox One) - Gears 5 (PC / Xbox One) - Gears Pop (Mobile) - Gears Tactics (PC) - Halo Infinite (PC / Xbox One) - Ori and the Will of the Wisps (PC / Xbox One) - PlayerUnknown's Battlegrounds (PC / Xbox One) DLC - Session (PC / Xbox One) - Sea of Thieves (PC / Xbox One) DLC Modern Storytelling - The Forgotten City (PC) Mojang - Minecraft (Switch) Nintendo - Captain Toad: Treasure Tracker (3DS / Switch) - Daemon X Machina (Switch) - Fire Emblem: Three Houses (Switch) - Mario Tennis Aces (Switch) - Pokémon: Let's Go, Pikachu! and Let's Go, Eevee! (Switch) - Splatoon 2: Octo Expansion (Switch) DLC - Super Mario Party (Switch) - Super Smash Bros. Ultimate (Switch) - Sushi Striker: The Way of Sushido (3DS / Switch) - Xenoblade Chronicles 2: Torna ~ The Golden Country (Switch) DLC NIS America - Disgaea 1 Complete (PS4 / Switch) - Labyrinth of Refrain: Coven of Dusk (PC / PS4 / Switch) - SNK 40th Anniversary Collection (Switch) - SNK Heroines: Tag Team Frenzy (PS4 / Switch) - Ys VIII: Lacrimosa of Dana (Switch) Owlchemy Labs - Vacation Simulator (Oculus Rift / PSVR) Rebellion Developments - Strange Brigade (PC / PS4 / Xbox One) | Sega - Fist of the North Star: Lost Paradise (PS4) - Puyo Puyo Tetris (PC) - Shenmue 1+2 (PC / PS4 / Xbox One) - Shining Resonance Refrain (PC / PS4 / Switch / Xbox One) - Sonic Mania Plus (PC / PS4 / Switch / Xbox One) - Team Sonic Racing (PC / PS4 / Switch / Xbox One) - Total War: Three Kingdoms (PC) - Two Point Hospital (PC) - Valkyria Chronicles 4 (PC / PS4 / Switch / Xbox One) - Yakuza 0 (PC) - Yakuza Kiwami (PC / PS4) - Yakuza Kiwami 2 (PS4) Snail Games USA - PixArk (PC / Switch) Sony Interactive Entertainment - Astro Bot Rescue Mission (PSVR) - Concrete Genie (PS4) - Days Gone (PS4) - Death Stranding (PS4) - Déraciné (PSVR) - Dreams (PS4) - Firewall: Zero Hour (PSVR) - Ghost Giant (PSVR) - Ghost of Tsushima (PS4) - The Last of Us Part II (PS4) - Spider-Man (PS4) - Tetris Effect (PS4 / PSVR) Squanch Games - Trover Saves the Universe (PS4 / PSVR) Square Enix - The Awesome Adventures of Captain Spirit (PC / PS4 / Xbox One) - Babylon's Fall (PC / PS4) - Dragon Quest XI (PC / PS4) - Final Fantasy XIV (PC / PS4) - Just Cause 4 (PC / PS4 / Xbox One) - Kingdom Hearts III (PS4 / Xbox One) - Nier: Automata (Xbox One) - Octopath Traveler (Switch) - The Quiet Man (PC / PS4) - Shadow of the Tomb Raider (PC / PS4 / Xbox One) - The World Ends with You: Final Remix (Switch) Starbreeze Studios - Overkill's The Walking Dead (PC / PS4 / Xbox One) Stardock - Star Control: Origins (PC) Studio Wildcard - Ark: Survival Evolved (Switch) Survios - Creed: Rise to Glory (HTC Vive / Oculus Rift / PSVR) Team17 - Genesis: Alpha One (PC / PS4 / Xbox One) - Mugsters (PC / PS4 / Switch / Xbox One) - My Time at Portia (PC / PS4 / Switch / Xbox One) - Overcooked 2 (PC / PS4 / Switch / Xbox One) - Planet Alpha (PC / PS4 / Switch / Xbox One) Team Cherry - Hollow Knight (Switch) Techland - Dying Light 2 (PC / PS4 / Xbox One) Telltale Games - The Walking Dead: The Final Season (PC / PS4 / Switch / Xbox One) Tencent Games - Arena of Valor (Switch) tinyBuild - Secret Neighbor (PC) Tripwire Interactive - Killing Floor 2 (PC) - Maneater (PC) Ubisoft - Assassin's Creed Odyssey (PC / PS4 / Xbox One) - Beyond Good and Evil 2 (TBA) - The Crew 2 (PC / PS4 / Xbox One) - For Honor: Marching Fire (PC / PS4 / Xbox One) DLC - Just Dance 2019 (PS4 / Wii / Wii U / Switch / Xbox 360 / Xbox One) - Mario + Rabbids Kingdom Battle: Donkey Kong Adventure (Switch) DLC - Skull & Bones (PC / PS4 / Xbox One) - Starlink: Battle for Atlas (PS4 / Switch / Xbox One) - Tom Clancy's The Division 2 (TBA) - Transference (PC / PS4 / Xbox One) - Trials Rising (PC / PS4 / Switch / Xbox One) Warner Bros. Interactive Entertainment - Hitman 2 (PC / PS4 / Xbox One) - Lego DC Super-Villains (PC / PS4 / Xbox One / Switch) - Lego The Incredibles (PC / PS4 / Xbox One / Switch) Xseed Games - Fate/Extella Link (PS4 / PSV) - Freedom Planet (Switch) - Gal Metal (Switch) - Gungrave VR (PSVR) - Sakuna: Of Rice and Ruin (PC / PS4) - Senran Kagura Burst Re:Newal (PC / PS4) |